# Terrion Arnold
Terrion Arnold (Tallahassee, 22 marzo 2003) è un giocatore di football americano statunitense che milita nel ruolo di cornerback per i Detroit Lions della National Football League (NFL).

## Carriera universitaria
Nella sua prima stagione ad Alabama 2021, Arnold passò l’annata come redshirt e non disputò alcuna partita. Nel sesto turno della stagione 2022 fece registrare il suo primo intercetto ai danni di Haynes , dopo di che deviò un passaggio nella end zone nella giocata finale della partita, consentendo ad Alabama di battere Texas A&M 24–20. Nella settimana 11 fece registrare 10 tackle, 2 passaggi deviati e un fumble recuperato nella vittoria su Ole Miss 30–24. La sua annata si chiuse con 45 placcaggi, 8 passaggi deviati e un intercetto. Per le sue prestazioni fu premiato come Freshman All-American da FWAA. Nel 2023 Arnold fu nominato All-American dopo avere messo a segno 63 tackle, 5 intercetti, un sack e un fumble forzato. A fine stagione si dichiarò eleggibile per il Draft NFL 2024.

## Carriera professionistica

### Detroit Lions
Arnold era considerato uno dei miglior cornerback selezionabili nel Draft 2024 e una scelta della prima metà del primo giro. Il 25 aprile 2024 fu chiamato come 24º assoluto dai Detroit Lions. Debuttò come professionista partendo come titolare nella gara del primo turno contro i Los Angeles Rams mettendo a segno 8 placcaggi. La sua stagione da rookie si chiuse con 60 tackle e 10 passaggi deviati in 16 presenze, 15 delle quali come titolare.